# Peinture non figurative
 (juillet 2013).
Si vous disposez d'ouvrages ou d'articles de référence ou si vous connaissez des sites web de qualité traitant du thème abordé ici, merci de compléter l'article en donnant les références utiles à sa vérifiabilité et en les liant à la section « Notes et références ».
La peinture non figurative (ou, selon le dictionnaire Le Robert, « non-figurative ») est au XXe siècle l'un des courants les plus importants de la nouvelle École de Paris qui se développe à la fin des années 1940, connaît son plus grand succès dans les années 1950 avant d'être supplantée, dans les années 1960, par la peinture américaine.

## Ambiguïté de la définition du concept
Le concept de non-figuration est ambigu dans sa définition comme dans son extension.
Dans sa définition, la non-figuration s'oppose à des approches picturales antérieures : la figuration réaliste traditionnelle en lesquelles le tableau, de façon générale, renvoie à un spectacle identifiable, objet, figure ou paysage, du réel ou d'un monde irréel né de la seule imagination de l'artiste. Elle s'oppose d'autre part au réalisme socialiste qui apparaît peu d'années après son émergence et, pour des raisons idéologiques (stalinisme), la confond avec l'abstraction.
La peinture non-figurative ne s'oppose pas moins à l'art abstrait qui, au début du XXe siècle se dégage radicalement de toute représentation (à la suite par exemple de Kandinsky ou de Mondrian), la peinture construisant un univers parallèle sans aucun rapport avec la réalité immédiate.
Elle se distingue aussi de la « peinture gestuelle », apparue sensiblement dans les mêmes années, pour laquelle les traces des gestes du peintre constituent la seule réalité à quoi renvoie sa toile (par exemple chez Hans Hartung, Georges Mathieu, ou Gérard Schneider, Roberto Soler voire Pierre Soulages). Elle se différencie tout autant de l'apologie des matières de la peinture souvent nommée « matiériste » (Jean Fautrier, Jean Dubuffet). 
Plus positivement, le concept de non-figuration impliquerait la persistance d'un rapport à la réalité sensible mais dans une liaison qui dépasse la simple figuration. C'est dans ce sens que l'on[Qui ?] a pu parler de paysagisme abstrait[Quoi ?] (ou d'impressionnisme abstrait[Quoi ?]), les peintres non-figuratifs conservant une relation au paysage mais d'un autre ordre que celui de la description. Il en va ainsi de Jeannie Dumesnil, Hanna Ben-Dov, Jean Labellie, Claude Lagoutte, René Leidner, Jacques Bouffartigue, Michel Frère, Jean-Marie Ledannois. 
Il serait possible, de ce point de vue, de rapprocher philosophiquement le « non » de la non- figuration de celui des géométries non-euclidiennes ou de la physique non-newtonienne d'Einstein (analysé, avant l'apparition de la non figuration, par Gaston Bachelard dans Le Nouvel esprit scientifique ou La Philosophie du Non). La non-figuration, en ce sens, ne serait pas seulement une négation mais un englobement de la figuration, la resituant comme un cas particulier simple à l'intérieur d'un ensemble de rapports plus complexes d'expression de la réalité.

## Ambiguïté de l'extension du concept

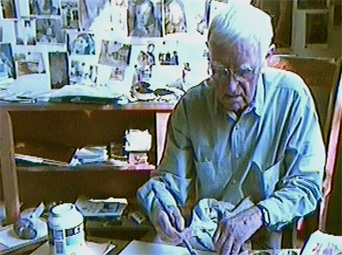
Jean Bazaine

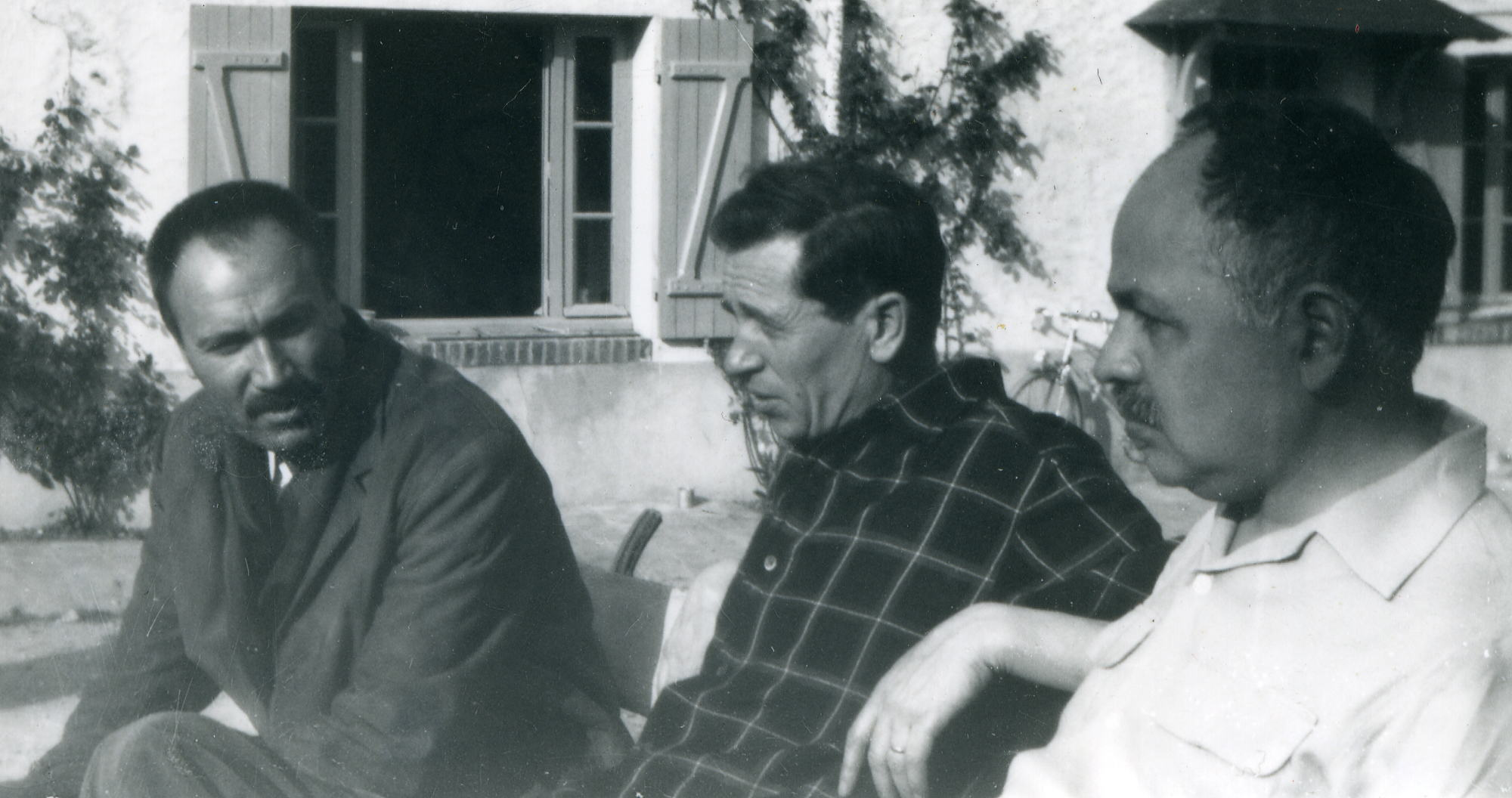
De gauche à droite : Zoran Mušič, Alfred Manessier et Eudaldo

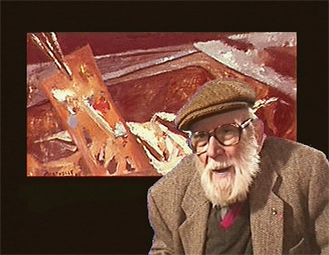
Jean Bertholle

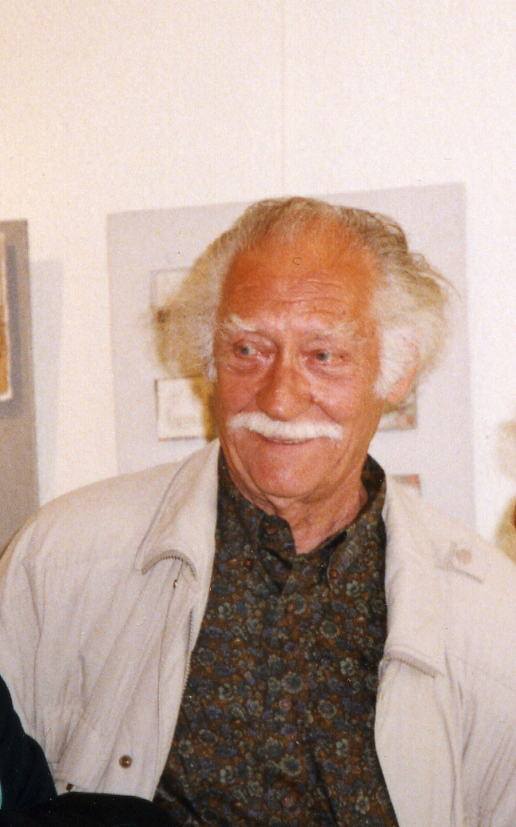
Marcel Bouqueton

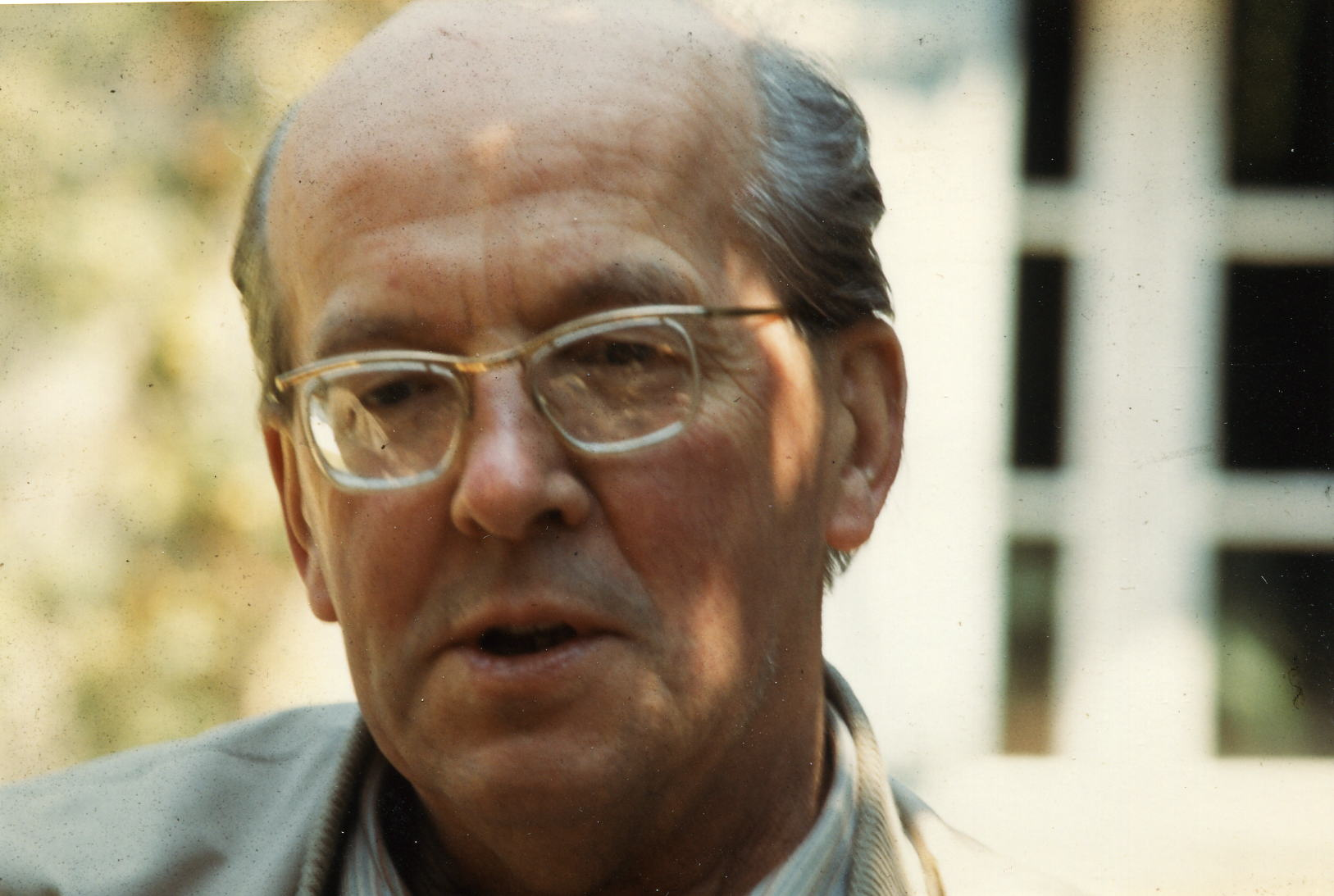
Jean Le Moal

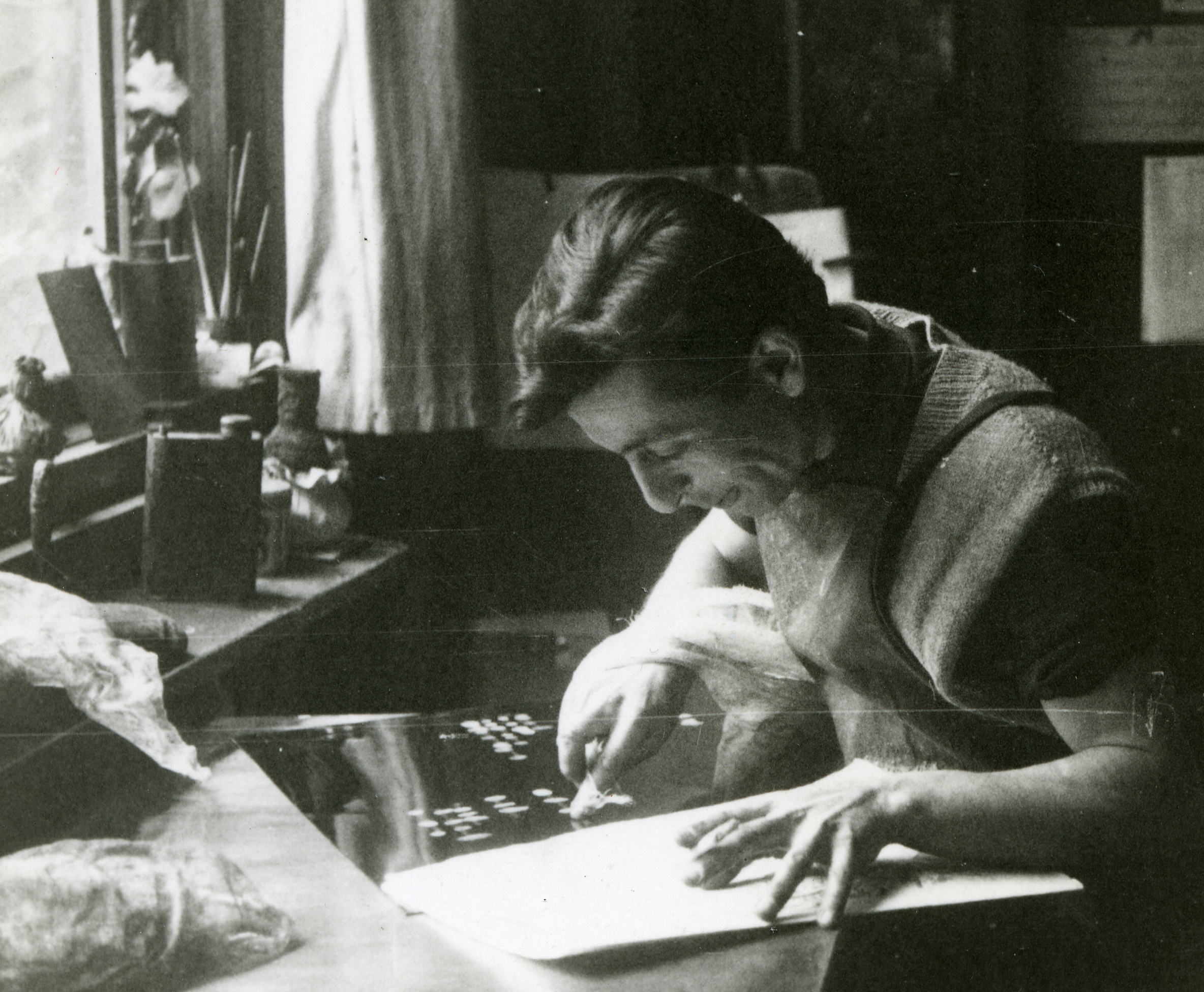
Marcel Fiorini

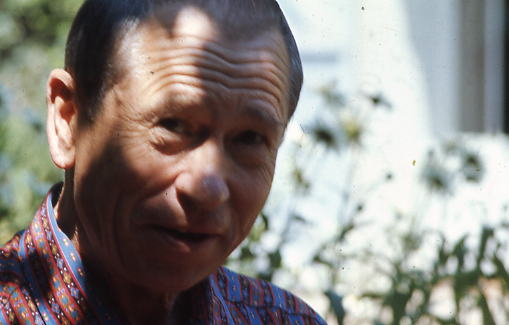
Alfred Manessier

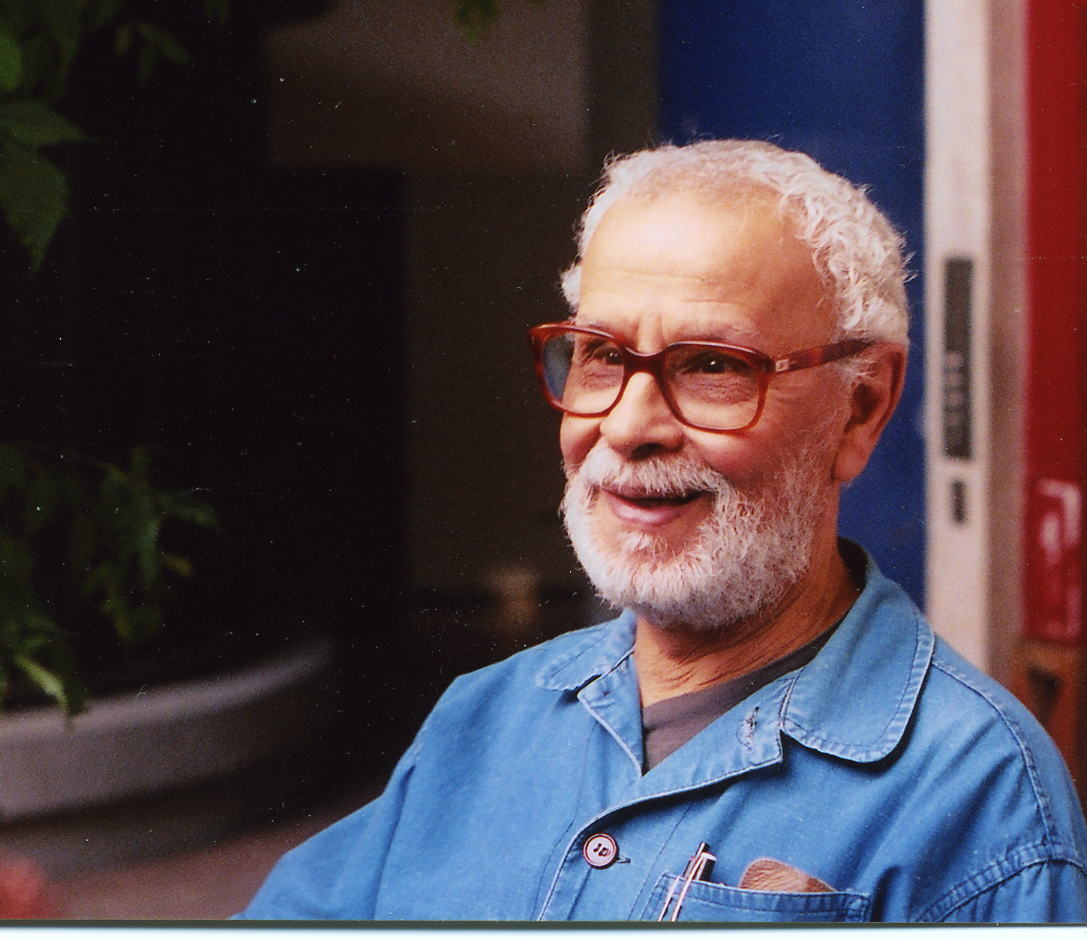
Mohamed Aksouh

Au sens le plus limité le concept de non figuration est essentiellement utilisé à propos des œuvres de Jean Bazaine, Roger Bissière, Elvire Jan, Jean Le Moal, Alfred Manessier, Gustave Singier, mais aussi Maria Elena Vieira da Silva et Árpád Szenes.
À partir de structures d'abord vigoureuses, héritées des toiles que peint Charles Lapicque en 1939, puis dans leur assouplissement sur la fin des années 1950, quelles que soient les variations formelles qui apparaissent dans les « périodes » de leur travail, ces artistes sont en effet demeurés, de la fin des années 1940 à leurs dernières toiles, dans la même démarche, leurs peintures manifestant constamment un rapport, plus évident ou plus diffus, avec les lumières, couleurs et formes de l'univers naturel.
Ces peintres non-figuratifs, bien évidemment, ne l'ont pas toujours été - ils ne l'étaient pas avant la fin des années 1940 et leur invention de ce rapport nouveau tout à la fois à leur langage et au monde - mais le sont restés. D'autres peintres, rencontrant la démarche non-figurative, l'ont intégrée (Eudaldo). D'autres encore, s'inscrivant pour un temps dans la non-figuration, l'ont abandonnée. Ainsi une démarche non-figurative, principalement dans les années 1960, apparaît un moment dans les œuvres de Jean Bertholle, de Mario Prassinos (dans ses Paysages ou, avec une composante gestuelle, ses dessins des Alpilles), de Raoul Ubac (dans ses toiles de la fin des années 1950 mais aussi, avec une composante matiériste, de ses Labours ultérieurs), de Stanley Hayter (dans ses peintures d'Ardèche), de Zoran Mušič (dans ses terres dalmates) ou Jean Villeri.
Cette démarche non figurative, de même, se retrouve dans la peinture d'artistes parfois à peine plus jeunes ou dans certaines de leurs périodes, notamment Louttre.B, Louis Nallard, Maria Manton, Marcel Bouqueton, Marcel Fiorini, René Sintès, Michel Humair, Albert Chaminade et Jean Coulot, Nelly Marez-Darley,  Kristine Tissier, Colette Lussan ou Marius Rech, mais aussi dans les œuvres de quelques-uns des fondateurs de l'art algérien moderne, Mohammed Khadda, Abdallah Benanteur, Abdelkader Guermaz, Mohamed Aksouh et de bon nombre de peintres européens (par exemple en Norvège Kjell Pahr-Iversen, Halvdan Ljosne), américains ou libanais (Chafik Abboud, Dikran Daderian), les uns et les autres ayant séjourné ou s'étant installés à Paris. Une dimension non figurative est encore lisible dans le travail de peintres nés après les années 1940, tels Guillaume Beaugé ou Nadia Touami.
Au sens le plus large, on pourrait en outre distinguer des degrés de non-figuration. A l'une de ses limites, plus directement lisibles dans leur évocation, pourraient se placer les œuvres d'Edouard Pignon, Georges Dayez, André Beaudin ou Roger Chastel, à la limite opposée, moins allusives et plus « abstraites », celles de Maurice Estève, de Léon Gischia, de Bélasco, de François Baron-Renouard, Denise Lioté, de Ferdinand Springer (dans ses premières périodes), voire de Zao Wou-Ki.

## Approche historique
Les peintres non-figuratifs, pour un grand nombre d'entre eux, ont une histoire commune.
Certains fréquentent dans les années 1930 l'Académie Ranson où professe Bissière, dont ils sont ou non (Bertholle) plus ou moins (Manessier) longuement les élèves (Le Moal, Springer, Vieira da Silva). Ils se connaissent presque tous dès 1935, commencent d'exposer ensemble et travaillent à des décorations pour l'Exposition internationale de Paris en 1937. Dès avant guerre réalisant une synthèse de la libération de la forme (cubisme) et de la couleur (fauvisme), parfois dans un climat surréaliste, plusieurs d'entre eux participent aux expositions du groupe Témoignage, en 1936 à Lyon (Bissière, Le Moal) puis à Paris à la Galerie Breteau en 1938 et 1939 (Le Moal, Manessier). 
La plupart se trouvent rassemblés par Bazaine en 1941 dans l'exposition Vingt jeunes peintres de tradition française (Bazaine, Beaudin, Berçot, Bertholle, Bores, Lucien Coutaud, Desnoyer, Gischia, Lapicque, Lasne, Lautrec, Legueult, Le Moal, Manessier, Marchand, Pignon, Suzanne Roger, Singier, Tal Coat et Charles Walch). Ils fondent ensemble, avec Gaston Diehl, le Salon de Mai.
Les peintres non-figuratifs exposent en majorité à la première Galerie de France de Paul Martin. En 1943, Douze peintres d'aujourd'hui y réunit Bazaine, Bores, Estève, Fougeron, Gischia, Lapicque, Le Moal, Manessier, Pignon, Robin, Singier et Jacques Villon. En février 1944 se trouvent de nouveau rassemblés Bertholle, Roger Bissière, Marc-Antoine Bissière (Louttre.B), Le Moal, Manessier, Singier et le sculpteur Etienne Martin. Puis les uns se retrouvent à la Galerie Carré (Bazaine, Estève et Lapicque), les autres à la Galerie René Drouin (Le Moal, Manessier, Singier), puis la Galerie Billiet-Caputo en 1949-1950, et enfin la nouvelle Galerie de France dirigée à partir de 1951 par Myriam Prévot et Gildo Caputo (Manessier, Singier, Le Moal avec Pignon, Prassinos, Music, Zao Wou-Ki, mais aussi Hartung, Soulages). Exposeront plusieurs des peintres non-figuratifs les galeries Maeght (Bazaine, Chastel, Tal Coat, Ubac, Villeri), Roque (Bertholle, Elvire Jan, Le Moal) et Jeanne Bucher (Bissière, Vieira da Silva, Arpad Szenes).
Un certain nombre des peintres non-figuratifs ont créé décors et costumes pour le théâtre, Gischia, Pignon, Prassinos, Manessier au TNP de Jean Vilar dans les années 1950 et 1960, Le Moal principalement pour Maurice Jacquemont dès les années 1940 puis, tout comme Bazaine, pour la Comédie de Saint-Étienne de Jean Dasté. Dans le domaine du vitrail, Manessier crée les premiers vitraux non-figuratifs aux Bréseux. Bazaine, Le Moal, Elvire Jan, Singier, Bertholle, Bissière, Ubac, Denise Lioté, François Baron-Renouard créeront semblablement de nombreux vitraux. Les peintres non-figuratifs ont également réalisé des mosaïques (Bazaine, Le Moal, Elvire Jan, François Baron-Renouard) et des décorations murales (Pignon). Des tapisseries, souvent monumentales, ont également été exécutées à partir de leurs œuvres (Prassinos,François Baron-Renouard), notamment par les Ateliers Plasse Le Caisne (Manessier, Le Moal, Elvire Jan, Eudaldo). Ils ont aussi pour la plupart travaillé dans le domaine de la gravure et de la lithographie.

## Critique et littérature

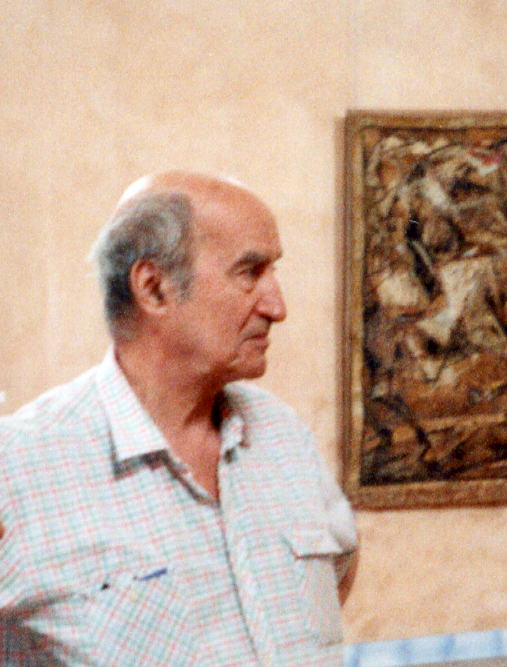
Camille Bourniquel

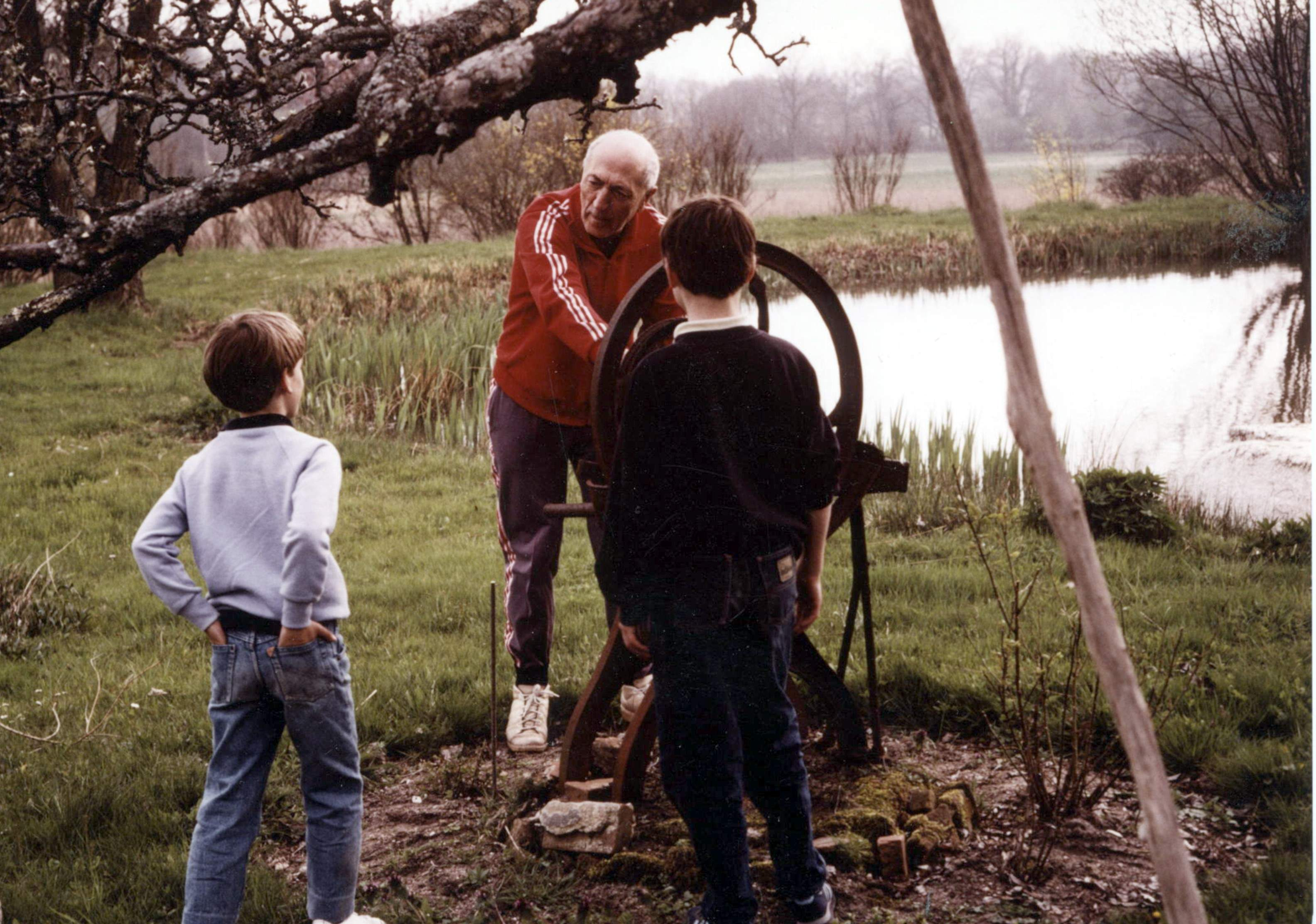
Jean Lescure

Dès avant guerre et pendant l'Occupation Gaston Diehl, Frank Elgar, Pierre Francastel, Bernard Dorival, Jacques Lassaigne soutiennent la jeune peinture, avant même que n'apparaisse la démarche non-figurative, et la défendent contre les attaques de la presse de la collaboration
Après guerre Jean Cassou et Bernard Dorival, conservateurs au Musée national d'art moderne de Paris font entrer des œuvres des peintres non-figuratifs dans les collections nationales et les rassemblent pour les expositions de peinture française à l'étranger. 
Dans la presse et à la radio Roger Van Gindertael, Georges Boudaille, Pierre Volboudt, Pierre Descargues ont soutenu leur travail. Les écrivains Jean Lescure (sur Estève, Gischia, Bertholle, Chastel, Pignon, Prassinos, Ubac, Singier, Lapicque), Camille Bourniquel (Le Moal, François Baron-Renouard, Manessier, Pignon, Singier, Elvire Jan), Jean-Louis Ferrier (Bertholle, Pignon), Jean Guichard-Meili (Manessier, Le Moal, Elvire Jan) , Georges Limbour (Ubac, Hayter, Tal Coat), Max-Pol Fouchet (Bertholle, Bissière), l'historienne Lydia Harambourg leur ont consacré livres, préfaces et articles.

## Sculpture non figurative
Une sculpture non figurative correspondrait, dans sa démarche, à la peinture non figurative. Appartiendraient notamment à cette tendance Simone Boisecq, Marta Colvin, Parvine Curie, Karl-Jean Longuet, Étienne Martin, Juana Muller, Ruggero Pazzi, Alicia Penalba, Marie-Thérèse Pinto, François Stahly, May Zao, qui ont souvent exposé auprès des peintres non figuratifs.